# Pana, Illinois
Pana är en stad (city) i Christian County, och  Shelby County, i delstaten Illinois, USA. Enligt United States Census Bureau har staden en folkmängd på 5 857 invånare (2011) och en landarea på 9,9 km².